# Happy the Man
Happy the Man es una banda estadounidense de rock progresivo formada en 1973. El nombre Happy the Man es una referencia al "Fausto" de Goethe y la Biblia, en lugar del sencillo de Genesis de 1972. 

## Historia

### Primeros años (1973-76)
El grupo se formó en 1973 en Harrisonburg, Virginia. El guitarrista Stanley Whitaker y el bajista Rick Kennell se conocieron por primera vez en Alemania en 1972.  Whitaker, cuyo padre oficial del ejército había dejado su Missouri natal para ir a Alemania cuatro años antes, había formado Shady Grove, con otro expatriado estadounidense, el tecladista David Bach, mientras que Kennell acababa de ser reclutado y estaba destinado allí, comenzando un período de dos años en el ejército. Los dos se conocieron cuando Kennell asistió a un concierto de Shady Grove a mediados de 1972, y al descubrir su amor compartido por el rock progresivo, decidieron formar una banda juntos. Aunque Whitaker, quien estaba a punto de graduarse, regresaría pronto a los Estados Unidos, Kennell aún no volvería por un tiempo, pero le dio a Whitaker los contactos de dos exmiembros de su banda adolescente Zelda, de regreso en Fort Wayne, Indiana: el baterista Mike Beck y el cantante/flautista Cliff Fortney, quienes aceptaron mudarse a Virginia.  La alineación original de la banda se completó cuando Whitaker, ahora estudiante en la Universidad James Madison, conoció al saxofonista/pianista Frank Wyatt. Como recordó Wyatt más tarde:
"El Dr. George West era el instructor, y era el primer día de clase. Recuerdo que había, quizás, 60 estudiantes en esta sala muy grande, y el Dr. West estaba tratando de evaluar la clase tocando dos notas en el piano y viendo quién podía nombrar el intervalo. En un momento del ejercicio, una voz gritó "Séptima dominante... ¡Hendrix!", y era Stan. Me aseguré de conocer al chico delgado con el pelo largo, y nos hicimos amigos cercanos de inmediato." 
Sin embargo, esta formación no duró mucho; Kit Watkins, hijo de un profesor de piano de JMU, reemplazó a Bach temprano. Cuando en enero de 1974 Kennell finalmente regresó de Alemania (los primeros espectáculos se habían realizado sin él), la banda, nombrada Happy the Man por el hermano de Whitaker, Ken (quien estaba fuertemente influenciado por el cristianismo),  finalmente pudo funcionar. 
El repertorio inicial de la banda incluía varias versiones, notablemente "Watcher of the Skies" de Genesis, "21st Century Schizoid Man" de King Crimson y "Man-Erg" de Van der Graaf Generator, pero pronto fueron superadas por composiciones originales, escritas por Fortney, Watkins, Whitaker y Wyatt, siendo este último quien aportaba la mayor parte del material nuevo. 
En 1974, se produjo otro cambio en la alineación cuando Fortney (quien deseaba continuar con sus estudios de flauta) fue reemplazado por Dan Owen, otro viejo amigo de Indiana.  Sin embargo, la permanencia de Owen en la banda fue breve, y después de que se fuera a principios de 1975, la banda optó por no reemplazarlo; en su lugar, decidieron hacer su material más instrumental. Se discutió frecuentemente la contratación de un vocalista pero nunca se llegó a reinstalar. Existía una profunda resistencia a darle protagonismo a un cantante principal; en su lugar, Whitaker se encargaría de todas las funciones vocales a lo largo de la carrera de la banda. 
A finales de ese año decidieron mudarse de Harrisonburg a Washington D. C., lo cual lograron con la ayuda de Dave Knapp. Allí llamaron la atención de los DJs de WGTB (radio de la Universidad de Georgetown), quienes ayudaron a impulsar la banda en DC. La estación tocaba su música, transmitía sus entrevistas, anunciaba y patrocinaba sus conciertos y los mantenía frente a los oyentes.  Pronto firmaron un contrato de gestión con The Cellar Door, un lugar popular donde la banda se presentaría muchas veces. The Cellar Door se convirtió en su compañía de gestión y los ayudó a llegar a las discográficas,  culminando en una presentación en la ciudad de Nueva York frente al icónico productor de discos estadounidense Clive Davis en el verano de 1976. Después de la presentación, Clive comentó: "Guau. Realmente no entiendo esta música. Está por encima de mi cabeza, pero mi jefe de A&R, Rick Chertoff, dice que ustedes son increíbles, y deberíamos ficharlos. Así que bienvenidos a Arista." 
El 28 de junio de 1976, el exvocalista de Genesis Peter Gabriel, quien buscaba músicos para su banda en solitario tras su salida de Genesis, visitó la casa de la banda en Arlington para una sesión de prueba, donde les presentó parte de su material recién escrito, incluida la canción "Slowburn", que ensayaron. Eventualmente, Gabriel decidió no contratar a la banda, pero este encuentro de alto perfil resultó fundamental para asegurar un contrato de cinco años y varios álbumes con Arista Records. 

### Los años deArista(1976-78)
El álbum debut homónimo de Happy the Man fue grabado en A&M Studios hacia finales de 1976, con Ken Scott (cuyo trabajo con Mahavishnu Orchestra, Supertramp y David Bowie los impresionó enormemente) encargándose de la producción, y fue lanzado en 1977. El álbum incluyó solo dos canciones con voces (ambas composiciones cantadas por Whitaker).
Gran parte de 1977 la pasaron de gira. La gestión de la banda los puso de gira apoyando a varios artistas, incluidos Foreigner, Renaissance, Stomu Yamash’ta y Hot Tuna, un derivado de Jefferson Airplane, con quienes se presentaron frente a una audiencia de casi 10,000 personas en el Field House de Long Island. 
A finales de 1977, Beck dejó la banda y fue reemplazado por Ron Riddle.  La banda luego grabó su segundo álbum, "Crafty Hands". Esta vez, solo una pista, "Wind Up Doll Day Wind", presentaba voces, nuevamente interpretadas por Whitaker. Este álbum presenta a Stanley tocando guitarras fabricadas por un luthier local poco conocido en ese momento llamado Paul Reed Smith. Stanley tocaba una guitarra de seis cuerdas que ahora se parece a una PRS Santana I, y una guitarra personalizada de doble mástil de 6/12 cuerdas. Las partes de guitarra de 12 cuerdas, así como el solo de guitarra en "Ibby It Is" de "Crafty Hands", se tocan en su PRS Doubleneck.

### Disolución (1978–79)
El contrato con Arista Records fue rescindido después de que Crafty Hands no lograra tener ningún impacto comercial significativo. Sin embargo, la banda continuó adelante, reclutando al baterista francés Coco Roussel, antes de Heldon y Clearlight, para reemplazar a Riddle, quien había dejado la banda después de completar el álbum.  Hacia finales de 1978, la banda comenzó a agregar nuevas composiciones a su repertorio en vivo, y en los próximos meses se ensambló suficiente material para el próximo lanzamiento de la banda, que recibió el título provisional de Labyrinth, y fue grabado en febrero de 1979 en la casa de la banda en Reston, Virginia. Sin embargo, la banda no logró asegurar un nuevo contrato, y el 27 de mayo de 1979 (un año después de que Roussel se uniera a la banda), Kit Watkins anunció su partida a la banda británica Camel.  Los miembros restantes dieron un último concierto en la James Madison University antes de disolverse, con Whitaker y Kennell formando inmediatamente una nueva banda, Vision, con el tecladista original de Happy the Man, David Bach. La mayor parte de las composiciones de Labyrinth permanecerían inéditas hasta 1983, cuando aparecieron bajo el título 3rd - Better Late... en el sello Azimuth de Watkins (la reedición posterior en CD agregó dos pistas adicionales de las mismas sesiones, "Who's in Charge Here" y "Such a Warm Breeze"). 

### Años intermedios (1979–2000)
Mientras estaba en el campamento de Camel, Watkins volvió a grabar la pista de Happy the Man, "Eye of the Storm", en el lanzamiento de Arista de Camel en 1979, I Can See Your House from Here, y otras dos pistas de Happy the Man, "Labyrinth" y "While Crome Yellow Shine", en su álbum en solitario de 1980, Labyrinth, grabado con la asistencia de Coco Roussel. Watkins y Roussel tocaron como dúo con cintas de respaldo en 1980–81 en el área de Baltimore - DC, y continuarían colaborando en su álbum en dúo de 1984 In Time y en el CD en solitario de Roussel de 1992, Reaching Beyond.
En 1990, se lanzó una compilación de demos de 1974–75, Beginnings, por Kit en el sello Cuneiform Records como parte de su serie Wayside Music Archive. Consistía en todas las composiciones previamente inéditas, algunas datan de la alineación original con Cliff Fortney.
En 1999, Cuneiform lanzó un segundo CD de archivo, Death's Crown, que consiste principalmente en una suite bajo la pista principal, un épico de 40 minutos escrito por Wyatt y grabado en la sala de ensayo de la banda en 1974, cuando Dan Owen estaba en la banda. El CD también incluye una versión temprana de una pista disponible por primera vez en su lanzamiento debut de Arista Records, "New York Dream's Suite", también con Owen en voz.
Según Frank Wyatt, así es como se originó "Death's Crown (An Afterlife Fantasy):" Kenestrick dedicó mucho tiempo trabajando en un teatro de cena ubicado fuera de Harrisonburg, conocido como The Blackfriar. Varios integrantes de la banda fueron reclutados para participar en producciones allí, incluyendo "The Fantasticks", que fue dirigida por Kenestrick.
Kenestrick propuso a la banda la idea de crear una pieza inspirada en uno de sus personajes favoritos, el del El Ahorcado en el Tarot. Wyatt acogió la idea y la pieza fue concebida como una actuación en vivo que integraba danza y multimedia. La obra fue renombrada como "Death's Crown" durante conversaciones entre Wyatt y Kenestrick, con el acuerdo de los demás miembros de la banda. Hubo solo una presentación, que tuvo lugar en el Teatro Blackfriar a finales de diciembre de 1975. Fue coreografiada por Nancy Jo Morrisey, quien era la coreógrafa residente en el teatro, y fue muy bien recibida. Sin embargo, nunca se volvió a presentar de esa manera, lo que demostró los efectos negativos de la naturaleza efímera del teatro. La banda continuó interpretando la música de la pieza en varias versiones, desde "Open Book Without Words" hasta "Open Book". Las proyecciones también continuaron, pero ya no hubo otros intérpretes en vivo además de los músicos.
Además, en 1999, los álbumes de Arista fueron remasterizados por Kit Watkins y reeditados por One Way Records en Estados Unidos y Musea en Europa. Las ediciones europeas de los álbumes incluían un perfil biográfico en las notas del booklet.

### Reformación (2000-presente)
Después de varios intentos fallidos durante la década anterior, el grupo se reunió para NEARfest 2000, siguiendo las sugerencias hechas a Whitaker por los promotores del festival de que HTM sería bien recibido allí. La alineación incluía a los pilares Kennell, Whitaker y Wyatt, junto con el regreso de Ron Riddle y el nuevo recluta David Rosenthal en los teclados. Riddle se fue de nuevo en 2002 y fue reemplazado por Joe Bergamini. La banda lanzó un nuevo álbum en 2004 titulado "The Muse Awakens". Desde entonces, Whitaker y Wyatt han lanzado otro álbum, "Pedal Giant Animals", y han formado una nueva banda llamada "Oblivion Sun".
En enero del 2024, se publicó un sencillo llamado Only Love, con Riddle, Whitaker, Beck y Kennel, y la banda anunció que estaba trabajando en su primer disco en veinte años, siendo este un homenaje al fallecido Frank Wyatt. 

## Discografía

### Álbumes de estudio
- Happy the Man (Arista 1977)

- Crafty Hands (Arista 1978)

- 3rd - Better Late... (grabado en el 1979; publicado por Wayside en el 1990)

- Beginnings (grabado entre el 1974 y 1975, publicado por Wayside en el 1990)

- Death's Crown (grabado en el 1974 y 1976, publicado por Cuneiform en el 1999)

- The Muse Awakens (Inside Out Music 2004)

### Álbumes en vivo
- Live (grabado en el 1978; publicado por Linden Music en el 1994)